# Ciclismo nos Jogos Pan-Americanos de 2023 - Perseguição por equipes masculino
A prova de perseguição por equipes masculino do ciclismo nos Jogos Pan-Americanos de 2023 foi disputada em 26 e 27 de outubro de 2023 no Velódromo, em Peñalolén. Um total de 26 ciclistas de seis Comitês Olímpicos Nacionais (CON) participaram do evento.

## Calendário
Horário local (UTC−3).
| Data          | Hora  | Fase           |
| ------------- | ----- | -------------- |
| 26 de outubro | 10:24 | Qualificatória |
| 26 de outubro | 18:30 | Primeira fase  |
| 27 de outubro | 18:11 | Finais         |

## Medalhistas
|  | CAN Canadá                                                                |  | COL Colômbia                                                |  | USA Estados Unidos                                                   |
|  | Chris Ernst Michael Foley Carson Mattern Campbell Parrish Sean Richardson |  | Juan Esteban Arango Jordan Parra Brayan Sánchez Nelson Soto |  | David Domonoske Anders Johnson Grant Koontz Colby Lange Brendan Rhim |

## Resultados

### Qualificatória
O tempo de cada equipe na qualificatória define as baterias da primeira fase.
| Pos. | CON                | Ciclistas                                                                  | Tempo    | Notas                            |
| ---- | ------------------ | -------------------------------------------------------------------------- | -------- | -------------------------------- |
| 1    | CAN Canadá         | Carson Mattern Chris Ernst Michael Foley Sean Richardson                   | 3:55.981 | Recorde dos Jogos Pan-Americanos |
| 2    | COL Colômbia       | Brayan Sánchez Jordan Parra Juan Esteban Arango Nelson Soto                | 4:00.181 |                                  |
| 3    | USA Estados Unidos | Anders Johnson Colby Lange David Domonoske Grant Koontz                    | 4:01.589 |                                  |
| 4    | ARG Argentina      | Tomás Moyano Marcos Méndez Rubén Ramos Tomás Contte                        | 4:08.908 |                                  |
| 5    | MEX México         | Edibaldo Maldonado Sebastián Ruiz Tomás Aguirre Ulises Castillo            | 4:08.914 |                                  |
| 6    | CHI Chile          | Héctor Quintana José Luis Rodríguez Aguilar Jacob Decar Cristián Arriagada | 4:15.247 |                                  |

### Primeira fase
Os vencedores das baterias 2 e 3 avançam para a disputa da medalha de ouro. As duas equipes restantes, de acordo com o tempo e independente da bateria, avançam para a disputa da medalha de bronze.
Composição
- Bateria 1: 5º x 6º mais rápidos da qualificatória;
- Bateria 2: 2º x 3º mais rápidos da qualificatória;
- Bateria 3: 1º x 4º mais rápidos da qualificatória.

| Bateria | Pos. | CON                | Ciclistas                                                                  | Tempo    | Notas |
| ------- | ---- | ------------------ | -------------------------------------------------------------------------- | -------- | ----- |
| 1       | 1    | MEX México         | Edibaldo Maldonado Sebastián Ruiz Tomás Aguirre Ulises Castillo            | 3:57.842 | QB    |
| 1       | 2    | CHI Chile          | Héctor Quintana José Luis Rodríguez Aguilar Jacob Decar Cristián Arriagada | 4:00.298 |       |
| 2       | 1    | COL Colômbia       | Brayan Sánchez Jordan Parra Juan Esteban Arango Nelson Soto                | 3:57.990 | QO    |
| 2       | 2    | USA Estados Unidos | Brendan Rhim Colby Lange David Domonoske Grant Koontz                      | 3:58.586 | QB    |
| 3       | 1    | CAN Canadá         | Carson Mattern Campbell Parrish Michael Foley Sean Richardson              | V        | QO    |
| 3       | 2    | ARG Argentina      | Tomás Moyano Marcos Méndez Rubén Ramos Tomás Contte                        | 4:02.327 |       |

### Finais
Os vencedores de cada disputa conquistam as respectivas medalhas.
| Pos.                | CON                | Ciclistas                                                       | Tempo    | Notas                            |
| ------------------- | ------------------ | --------------------------------------------------------------- | -------- | -------------------------------- |
| Disputa pelo ouro   |                    |                                                                 |          |                                  |
| Medalha de ouro     | CAN Canadá         | Carson Mattern Sean Richardson Michael Foley Campbell Parrish   | 3:53.593 | Recorde dos Jogos Pan-Americanos |
| Medalha de prata    | COL Colômbia       | Brayan Sánchez Jordan Parra Juan Esteban Arango Nelson Soto     | 4:02.310 |                                  |
| Disputa pelo bronze |                    |                                                                 |          |                                  |
| Medalha de bronze   | USA Estados Unidos | Brendan Rhim Colby Lange Grant Koontz David Domonoske           | 3:59.993 |                                  |
| 4                   | MEX México         | Edibaldo Maldonado Sebastián Ruiz Ulises Castillo Tomás Aguirre | 4:00.454 |                                  |